# Untamed
Untamed – amerykański dramat z 1929 r. w reżyserii Jacka Conwaya, zrealizowany w erze Pre-Code.

## Treść
Po śmierci ojca Bingo dziedziczy majątek i wyrusza z Ameryki Południowej do Nowego Jorku. Na statku poznaje wykształconego i czarującego Andy'ego.

## Obsada
- Joan Crawford - Alice „Bingo” Dowling
- Robert Montgomery - Andy McAllister